# Калінінське сільське поселення (Тотемський район)
Калі́нінське сільське поселення (рос. Калининское сельское поселение) — сільське поселення у складі Тотемського району Вологодської області Росії.
Адміністративний центр — селище Царева.

## Населення
Населення сільського поселення становить 1442 особи (2019; 1819 у 2010, 2290 у 2002).

## Історія
2001 року ліквідовано присілок Завраж'є Вожбальської сільради.
Станом на 2002 рік існували Вожбальська сільська рада (присілок Антушево, Бережок, Гагаріха, Гора, Грідінська, Давидково, Залісьє, Захаровська, Івановська, Ілюхинська, Ісаєво, Кудринська, Лодигіно, Маринська, Мішуково, Нікітинська, Паново, Пахтусово, Семеновська, Сергієво, Сродино, Тельпіно, Угрюмовська, Шулево, Ярцево, селище Крута Осип), Калінінська сільська рада (присілки Грідінська, Єкиміха, Зуїха, Ігначево, Ісаєво, Калінінське, Кашинське, Климовська, Козловка, Конюховська, Коровинська, Левінське, Леніно, Лукинська, Максимовська, Орловка, Останинська, Петухово, Радчино, Рязанка, Село, Сластничиха, Табори, селища Красний Бор, Царева) та Усть-Печенгська сільська рада (присілки Великий Горох, Люавчиха, Мис, Осова, Павловська, Устьє, Ухтанга, селище Чуріловка). Пізніше присілок Любавчиха та селище Чуріловка увійшли до складу Великодворського сільського поселення.
2004 року усі сільради перетворено в сільське поселення — Вожбальська утворила Вожбальське сільське поселення, Калінінська та Усть-Печенгська утворили Калінінське сільське поселення. 2015 року Вожбальське сільське поселення ліквідоване та приєднане до складу Калінінського.

## Склад
До складу сільського поселення входять:
| Населений пункт         | Населення, осіб (2002) | Населення, осіб (2010) |
| ----------------------- | ---------------------- | ---------------------- |
| Антушево, присілок      | 5                      | 4                      |
| Бережок, присілок       | 12                     | 16                     |
| Великий Горох, присілок | 58                     | 37                     |
| Гагаріха, присілок      | 1                      | 1                      |
| Гора, присілок          | 0                      | 0                      |
| Грідінська, присілок    | 19                     | 15                     |
| Грідінська, присілок    | 7                      | 6                      |
| Давидково, присілок     | 4                      | 0                      |
| Єкиміха, присілок       | 22                     | 25                     |
| Залісьє, присілок       | 0                      | 0                      |
| Захаровська, присілок   | 0                      | 0                      |
| Зуїха, присілок         | 6                      | 0                      |
| Івановська, присілок    | 18                     | 15                     |
| Ігначево, присілок      | 7                      | 3                      |
| Ілюхинська, присілок    | 1                      | 0                      |
| Ісаєво, присілок        | 22                     | 10                     |
| Ісаєво, присілок        | 34                     | 26                     |
| Калінінське, присілок   | 18                     | 15                     |
| Кашинське, присілок     | 14                     | 11                     |
| Климовська, присілок    | 52                     | 42                     |
| Козловка, присілок      | 12                     | 7                      |
| Конюховська, присілок   | 9                      | 2                      |
| Коровинська, присілок   | 15                     | 16                     |
| Красний Бор, селище     | 384                    | 164                    |
| Крута Осип, селище      | 237                    | 179                    |
| Кудринська, присілок    | 281                    | 288                    |
| Левінське, присілок     | 15                     | 10                     |
| Леніно, присілок        | 30                     | 13                     |
| Лодигіно, присілок      | 2                      | 2                      |
| Лукинська, присілок     | 8                      | 3                      |
| Максимовська, присілок  | 2                      | 0                      |
| Маринська, присілок     | 0                      | 0                      |
| Мис, присілок           | 22                     | 18                     |
| Мішуково, присілок      | 20                     | 17                     |
| Нікітинська, присілок   | 2                      | 2                      |
| Орловка, присілок       | 0                      | 1                      |
| Осова, присілок         | 21                     | 23                     |
| Останинська, присілок   | 4                      | 0                      |
| Павловська, присілок    | 4                      | 2                      |
| Паново, присілок        | 30                     | 24                     |
| Пахтусово, присілок     | 13                     | 3                      |
| Петухово, присілок      | 2                      | 0                      |
| Радчино, присілок       | 13                     | 7                      |
| Рязанка, присілок       | 32                     | 14                     |
| Село, присілок          | 59                     | 39                     |
| Семеновська, присілок   | 4                      | 0                      |
| Сергієво, присілок      | 20                     | 21                     |
| Сластничиха, присілок   | 7                      | 4                      |
| Сродино, присілок       | 30                     | 25                     |
| Табори, присілок        | 33                     | 17                     |
| Тельпіно, присілок      | 11                     | 10                     |
| Угрюмовська, присілок   | 5                      | 1                      |
| Устьє, присілок         | 249                    | 225                    |
| Ухтанга, присілок       | 7                      | 3                      |
| Царева, селище          | 396                    | 443                    |
| Шульово, присілок       | 8                      | 2                      |
| Ярцево, присілок        | 3                      | 8                      |